# Prostitución en Hawái

Prostitución en Norteamérica. En gris denota Nevada, único estado de los Estados Unidos donde la prostitución es legal en algunos condados. En el resto de estados, como en Hawái, es ilegal.

La prostitución en Hawái es ilegal, pero habitual. Solo en la isla de Oahu hay unos 150 burdeles.

## Situación legal

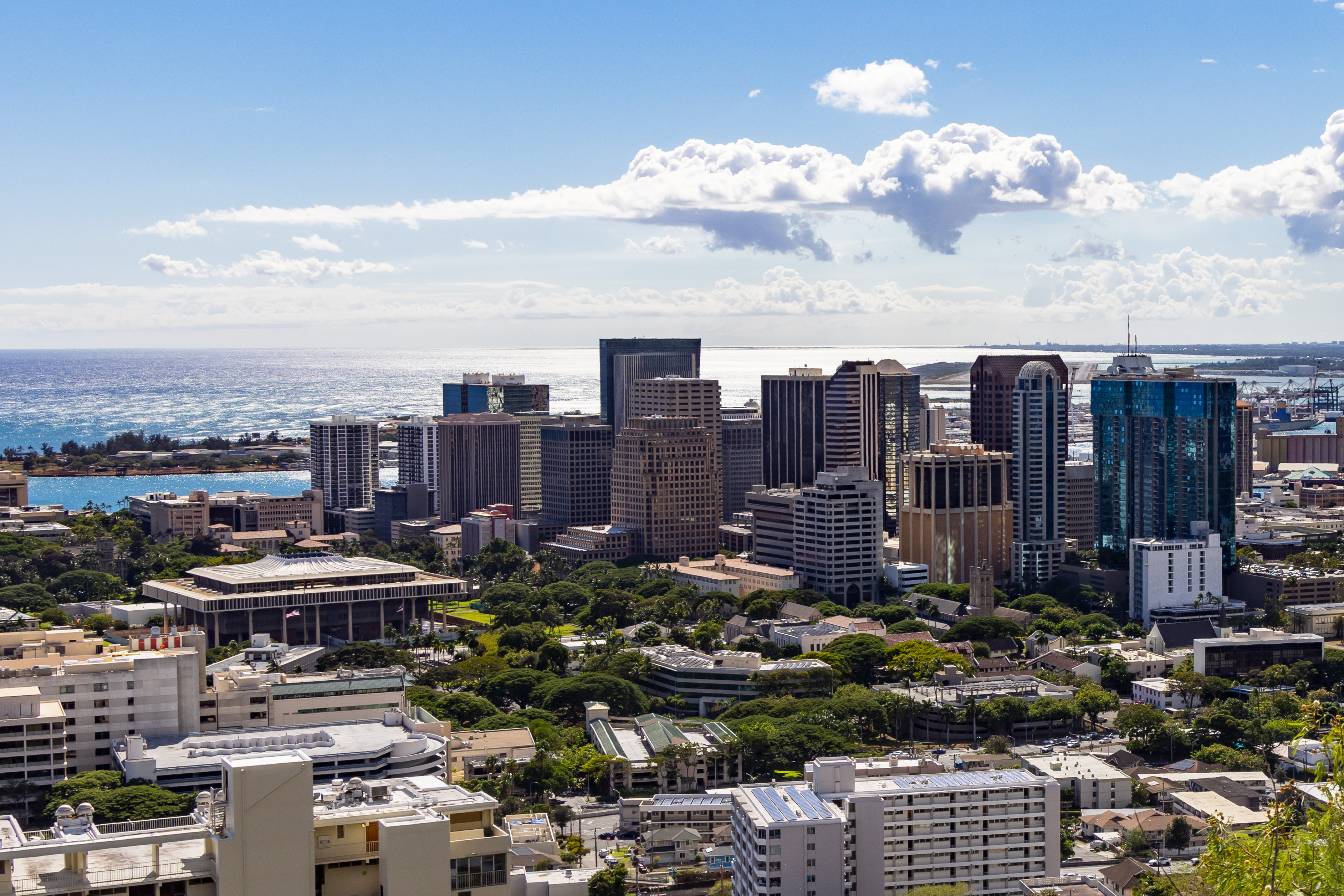
La isla de Oahu alberga la mayoría de burdeles del archipiélago, copando la capital, Honolulu, buena parte de los mismos.

Según la sección 712-1200 de los Estatutos Revisados de Hawái, tanto la compra como la venta de sexo son ilegales, y también están prohibidas las actividades relacionadas, como solicitar, promover la prostitución y permitir que se utilicen locales para la prostitución. La pena es una multa de hasta 500 dólares estadounidenses y/o hasta 30 días de prisión.
Era legal que los agentes del orden mantuvieran relaciones sexuales con prostitutas si estaban «recogiendo pruebas» de prostitución. Una nueva ley de 2014 prohibió esta práctica.
En enero de 2017 se presentó al gobierno del estado de Hawái un proyecto de ley con la intención de despenalizar la prostitución. En la segunda lectura, en febrero de dicho año, se remitió al Comité de la Cámara sobre el Poder Judicial para una mayor investigación.

## Historia
Antes del contacto europeo, no había prostitución en las islas. La poligamia era común y no había necesidad de prostitutas. Cuando los marineros europeos empezaron a llegar a la isla y a ofrecer dinero o bienes a cambio de sexo a las mujeres nativas, comenzó la prostitución. La zona de los muelles de Iwilei se convirtió en un barrio rojo.
En 1835 se aprobó una ley que prohibía las «conexiones ilícitas», incluida la prostitución. Poco después se promulgó una «Ley sobre la lascivia». En 1860 se aprobó la «Ley para mitigar los males y enfermedades derivados de la prostitución». Exigía el registro y exámenes médicos periódicos de las prostitutas.
En la década de 1900, Iwilei se había convertido en una empalizada cerrada, con sus 5 entradas controladas por la policía. Muchas de las prostitutas eran japonesas. En 1898 había registradas 26 prostitutas hawaianas, 5 mestizas, 8 francesas, 2 británicas, 1 estadounidense y 115 japonesas. Iwilei duró hasta mayo de 1917, cuando se cerró debido a la presión de los moralistas.
Los «bawdy houses» pronto se instalaron en Chinatown. Siguió una época de regulación no oficial, que contó con el respaldo del ejército estadounidense. Hubo luchas entre la policía y los militares, ya que ninguno quería ser visto como el responsable del barrio rojo.
A principios de la década de 1940, la zona atendía a 250 000 hombres al mes, por una tarifa fija de 3 dólares. El 28 de agosto de 1942, las prostitutas de Hotel Street (la calle principal del barrio rojo) se declararon en huelga para exigir mejores condiciones y el derecho a trabajar fuera de los burdeles. La huelga duró 22 días.
La prostituta más conocida de la época fue Jean O'Hara. Se le atribuye la invención del sistema de «corralito», en el que una sola prostituta trabajaba en tres habitaciones por turnos: En una de ellas, un hombre se desnudaba, en la segunda, la prostituta practicaba sexo y en la tercera, el hombre se vestía. Gracias al control de precios, que eludía las leyes de la oferta y la demanda, el sistema de O'Hara aceleraba el proceso y permitía a cada prostituta ver a muchos más «clientes» cada día. O'Hara escribió más tarde sus memorias como prostituta en Honolulú.
Tras la presión de varios grupos, el entonces gobernador de Hawái, Ingram Stainback, llegó a ordenar el cierre del barrio rojo. El 21 de septiembre de 1944 se ordenó el cierre de todas las casas de prostitución.

## Tráfico sexual
Hawái es origen, destino y lugar de tránsito del tráfico sexual. Mujeres de China, Japón, Corea del Sur, Tailandia, Rusia y partes de Europa del Este son trasladadas a la isla y obligadas a prostituirse. Muchas son trasladadas a ciudades del continente americano al cabo de unos meses. Las mujeres y niñas hawaianas son vulnerables al tráfico sexual.
En 2017, un ciudadano chino fue condenado por trata de personas. Traía mujeres chinas para trabajar en los salones de masaje Mayflower y Empire Relax de Honolulu. También traficó con mujeres para trabajar en salones de masaje de Nueva York. El propietario chino del Mayflower fue condenado por intentar sobornar a agentes del FBI. Ambos se enfrentaban a la deportación.
En enero de 2018, un hombre estadounidense fue acusado de delitos de prostitución y tráfico sexual. Había «reclutado, seducido, albergado, transportado, proporcionado, obtenido, publicitado, mantenido, patrocinado y solicitado» mediante la fuerza y amenazas.